# Lowland Trio
Het Lowland Trio was een noveltygroep uit de omgeving van Alkmaar met Joop van Twuijver als zanger. Hun bekendste hits waren Ik kan geen kikker van de kant afduwen en Mijn naam is Haas

## Biografie
Het Lowland Trio was afkomstig uit de omgeving van Alkmaar en bestond uit leadzanger Joop van Twuijver, Jaap Hos en Hans de Grand. Ze braken door met het nummer Trouw niet voor je veertig bent, dat Joop zelf geschreven had. In 1966 bereikte het de 36e plaats in de Top 40. Twee jaar later kwamen ze wat sterker terug. De mannen hadden aan Peter Koelewijn gevraagd of hij komische liedjes voor hen wilde schrijven. Koelewijn had immers het jaar daarvoor groot succes gehad met zijn compositie Beestjes, uitgevoerd door Ronnie & de Ronnies. Voor het Lowland Trio schreef hij het nummer Ik kan geen kikker van de kant afduwen, dat qua compositie wel wat weg heeft van Dancing shoes van Cliff Richard & the Shadows. Dat nummer kwam tot #12 in de Top 40 en #13 in de Parool Top 20. De samenwerking met Koelewijn klikte wel en tot 1982 schreef Koelewijn materiaal voor ze. Daarvan haalde alleen nog Potvolblommen, een singletje om de verkoop van bloemen te promoten, de hitlijsten. In 1973 wisten ze nog één keer de hitparades te halen, maar niet met een Koelewijntekst. Mijn naam is haas, een cover van Mein Name ist Hase van Chris Roberts, kwam dat jaar tot #12 in de Top 40 en tot #11 in de Daverende Dertig.
In 1980 werd een rechtszaak tegen Peter Koelewijn aangespannen vanwege een nummer van het Lowland Trio. Het ging om het nummer We Are The Champions (Olé olé), dat dat jaar naar aanleiding van het Europees Kampioenschap voetbal in Italië was uitgebracht. Het nummer haalde dat jaar overigens de tipparade.
De zingende Vlaamse kapper Gilbert de Nockere meende dat hij de rechten op het refrein van dat nummer had. Dat bestond namelijk uit de yell: olééééé oléhééééé olééééé oholé olééééé, etc. De Nockere had deze melodie inderdaad al in 1979 gebruikt voor een nummer over S.K. Beveren, maar werd door de rechter in het ongelijk gesteld, omdat de yell al een veel oudere oorsprong heeft (vermoedelijk bij Real Madrid supporters).
In 1982 nam het Lowland trio een nieuwe versie op van Trouw niet voor je veertig bent. Het verscheen als B-kantje van de single met de onwaarschijnlijk lange titel: Het drama van de klok en de 73 mensen in het pas gerestaureerde kerkje te Lange Pange. Dit was tevens de laatste samenwerking tussen Peter Koelewijn en het Lowland Trio. Daarna is er weinig meer van het Lowland Trio vernomen.

## Bezetting
- Joop van Twuijver
- Jaap Hos
- Hans de Grand

## Discografie

### Singles
| Single met eventuele hitnotering(en) in de Nederlandse Top 40 | Datum van verschijnen | Datum van binnenkomst | Hoogste positie | Aantal weken | Opmerkingen                   |
| ------------------------------------------------------------- | --------------------- | --------------------- | --------------- | ------------ | ----------------------------- |
| Trouw niet voor je veertig bent                               |                       | 30-4-1966             | 36              | 2            |                               |
| Ik kan geen kikker van de kant afduwen                        |                       | 20-7-1968             | 12              | 8            | #13 in de Parool Top 20       |
| Dikke wang                                                    |                       | 9-11-1968             | tip             |              |                               |
| Potvolblommen                                                 |                       | 11-9-1969             | 24              | 7            | #15 in de Hilversum 3 Top 30  |
| Fijn met de trein                                             |                       | 25-7-1970             | tip             |              |                               |
| Mijn naam is Haas                                             |                       | 24-2-1973             | 12              | 6            | #11 in de Daverende Dertig    |
| Ho-wowoh-wowoh                                                |                       | 26-5-1973             | tip             |              |                               |
| De soeza                                                      |                       | 12-1-1980             | tip             |              | #40 in de Nationale Hitparade |
| We are the champions (Olé olé)                                |                       | 14-6-1980             | tip             |              |                               |